# 닛타 에미
닛타 에미(일본어: 新田 恵海 にった えみ[*], 1985년 12월 10일 ~ )는 일본의 여자 성우 겸 가수다. 나가노현 나가노시 출신. 애칭은 에미츤. 대표작으로는 《러브 라이브!》의 코사카 호노카 역이 있다.

## 인물·약력
나가노현 시노노이 고등학교 졸업. 고교 시절 때 친구들과 밴드활동을 한 후 현 외의 음악대학에 입학한다.
2009년 3월, 주식회사 S 신인 아티스트 오디션에서 그랑프리 수상. 그 사무소의 사장인 사토 히로미와 생일과 혈액형이 같은 우연을 사무소의 오디션 당일에 회장에서 알게 된다.
2010년 4월, 주식회사 S에 소속된다. 게임, OVA 《사쿠라 ~타임 팔라딘 사쿠라~》의 시라카와 코토리 역으로 성우 데뷔. 원래는 가수 활동을 목적으로 오디션에 참가했으나 사토 히로미의 권유를 계기로 성우 활동을 개시하였다. 또 성우 활동과 병행하여 엘레멘츠 가든의 제공악곡의 가이드곡이나 코러스를 담당하였다.
2012년 1월, PSP 게임 《리틀 위치 파르페 ~검은 고양이 마법상점~》의 오프닝 테마 〈HEARTFUL WISH〉로 가수 데뷔하였다.
2014년 9월, 〈미소와 미소로 시작하자!〉로 솔로가수로서 메이저 데뷔하였다.
취미는 카페 순회, 노래방, 민트, 공룡, 헌혈. 좋아하는 인물은 사카모토 마아야. 또 밴드 'Sound Schedule'의 팬으로 실제 라이브에도 갔었다. 2014년 9월 8일 TV 도쿄에서 방송된 '아니메마시테'(토쿠이 소라와 MC)에 Sound Schedule의 보컬인 오오이시 마사요시가 게스트로 등장했을 때 엄청난 팬이라고 고백하고 긴장해서 혼란스러운 모습을 보였다.
2015년 2월, 성대결절이 발견되어 단기간 휴식할 것을 발표하였다. 전년도부터 목의 위화감을 느꼈다고 한다.

## 논란
본인과 소속사는 본 사건을 인정하고 있지 않으며 법적 대응을 강구하고 있는 상황이다.

## 출연작품

### TV 애니메이션
2011년
- 경계선상의 호라이즌(마르가 나르제)

2013년
- 러브라이브!- 코우사카 호노카

### OVA
2011년
- T.P. 사쿠라(시라카와 코토리)